# Aspila translucens
Aspila translucens là một loài bướm đêm trong họ Noctuidae.